# Kabinett Demirel IV
Das Kabinett Demirel IV war die 39. Regierung der Türkei, die vom 31. März 1975 bis zum 21. Juni 1977 durch Ministerpräsident Süleyman Demirel geleitet wurde.
Die Wahl zur Nationalversammlung in der Türkei 1973 gewann überraschend die Cumhuriyet Halk Partisi (CHP) von Bülent Ecevit. Obwohl der ehemalige Ministerpräsident Süleyman Demirel als Favorit in die Wahl gegangen war, konnte die CHP die Mehrheit erringen, während die Adalet Partisi (AP) von Demirel massiv verlor. Die von Ecevit-Gegnern und traditionalistischen Kemalisten gegründete Cumhuriyetçi Güven Partisi (CGP) kam auf 5,3 Prozent. Necmettin Erbakan konnte die 1971 verbotene pro-islamische Partei Millî Nizam Partisi 1972 unter dem Namen Millî Selamet Partisi (MSP) neu gründen und erhielt auf Anhieb 11,8 Prozent.:97 f. Die rechtsnationale Milliyetçi Hareket Partisi (MHP) errang drei Sitze und 3,38 Prozent der Stimmen.
Staatspräsident Fahri Korutürk beauftragte daraufhin Ecevit mit der Regierungsbildung. CHP und proislamische MSP einigten sich im Januar 1974 auf ein Regierungsprogramm, das allerdings keine großen Reformen enthielt. Die stark gestiegene Arbeitslosigkeit konnte die neue Regierung nicht eindämmen.:99 Die kurze Regierungszeit der Koalition war geprägt von der immer stärker aufflammenden Gewalt linksrevolutionärer Gruppen und rechtsextremistischer Kommandos der Grauen Wölfe, die das Land mit Terror überzogen, und der Zypernkrise, in deren Verlauf die Türkei zum Schutz der zypriotischen Türken einen Teil der Insel besetzte.:99 In den folgenden Wochen kam es zu stärkeren Meinungsverschiedenheiten zwischen Ecevit und Erbakan. Ecevit kündigte die Koalition am 18. September 1974 in der Hoffnung auf, bei vorgezogenen Neuwahlen einen Sieg zu erzielen.
Aufgrund der gewachsenen Popularität von Ecevit wegen des Zypernkonflikts wollten die anderen Parteien eine Wahl allerdings nicht riskieren. Auf der Suche nach neuen Mehrheiten war das Land mehrere Monate ohne handlungsfähige Regierung. Am 17. November wählte das Parlament mit dem unabhängigen Juristen und Senator Sadi Irmak zwar einen neuen Ministerpräsidenten mit einem Minderheitskabinett aus CGP und Unabhängigen, das allerdings zum Spielball der großen Parteien wurde und so kaum handlungsfähig war.:99 f. Nur wenige Monate später verkündete Demirel Ende März 1975 eine Einigung zwischen seiner Adalet Partisi, der islamischen MSP, der kemalistisch-konservativen CGP und der rechtsnationalen MHP von Alparslan Türkeş. Die häufig als „Kabinett der Nationalistischen Front“ (Milliyetçi Cephe) bezeichnete Regierung konnte sich auf eine knappe Mehrheit von 228 der 450 Abgeordneten stützen.
Geprägt war die Regierungszeit allerdings von massiver Einschleusung von Mitgliedern der Parteien in Regierungsstellen und die staatliche Verwaltung. Insbesondere Islamisten und Rechtsextreme konnten von dieser Politik profitieren. Unter dem Einfluss der islamischen MSP wurden Vorschriften in islamischer Richtung ausgelegt oder entsprechende Erlasse geschaffen. Unter dem Einfluss der rechtsnationalen MHP schritt die Regierung gegen den rechtsextremen Straßenterror kaum noch ein. Bei den Zwischenwahlen zum Senat am 12. Oktober 1975 konnte die CHP unter Ecevit daher massive Gewinne erzielen und erreichte 43,9 Prozent der Stimmen. Nachdem sich die Vierer-Koalition im Jahr 1976 kaum noch auf eine konstruktive Politik einigen konnte, entschloss sich die regierende Adalet Partisi, mit der CHP und gegen die eigene Partner für vorgezogenen Neuwahlen zu stimmen. Zu Beginn der heißen Wahlkampfphase kam es bei den Feiern zum Ersten Mai zu blutigen Auseinandersetzungen. Rechtsextremisten schossen in die Menge auf dem Taksim-Platz. Die Polizei löste die Veranstaltung daraufhin gewaltsam auf und es kam zu einer Massenpanik, bei der 34 Menschen starben und Hunderte verletzt wurden.:100 f.
Bei den Wahlen im September 1977 konnte Bülent Ecevit mit der CHP 41,4 Prozent der Stimmen erringen und verfehlte damit die absolute Mehrheit knapp um 13 Sitze. Es folgte ein CHP-Minderheitskabinett.:101

## Minister
| Titel                                                  | Name                              | Partei                                                            |                                                                         |
| ------------------------------------------------------ | --------------------------------- | ----------------------------------------------------------------- | ----------------------------------------------------------------------- |
| Ministerpräsident                                      | Süleyman Demirel                  | AP                                                                |                                                                         |
| Stellvertretende Ministerpräsidenten                   |                                   |                                                                   |                                                                         |
| Necmettin Erbakan                                      | MSP                               |                                                                   |                                                                         |
| Turhan Feyzioğlu                                       | CGP                               |                                                                   |                                                                         |
| Alparslan Türkeş                                       | MHP                               |                                                                   |                                                                         |
| Staatsminister                                         |                                   |                                                                   |                                                                         |
| Seyfi Öztürk                                           | AP                                |                                                                   |                                                                         |
| Hasan Aksay                                            | MSP                               |                                                                   |                                                                         |
| Mustafa Kemal Erkovan Osman Albayrak                   | MHP AP                            | 31. März 1975 bis 30. April 1977 30. April 1977 bis 21. Juni 1977 |                                                                         |
| Gıyasettin Karaca                                      | AP                                |                                                                   |                                                                         |
| Justizminister                                         | İsmail Müftüoğlu Zeyyat Baykara   | MSP unabhängig                                                    | 31. März 1975 bis 11. April 1977 11. April 1977 bis 21. Juni 1977       |
| Verteidigungsminister                                  | Ferit Melen                       | CGP                                                               |                                                                         |
| Innenminister                                          | Oğuzhan Asiltürk Sabakattin Özbek | MSP unabhängig                                                    | 31. März 1975 bis 11. April 1977 11. April 1977 bis 21. Juni 1977       |
| Außenminister                                          | İhsan Sabri Çağlayangil           | AP                                                                |                                                                         |
| Finanzminister                                         | Yılmaz Ergenekon                  | AP                                                                |                                                                         |
| Bildungsminister                                       | Ali Naili Erdem                   | AP                                                                |                                                                         |
| Minister für öffentliche Arbeiten                      | Fehim Adak                        | MSP                                                               |                                                                         |
| Handelsminister                                        | Halil Başol                       | AP                                                                |                                                                         |
| Minister für Gesundheit und Sozialhilfe                | Kemal Demir Vefa Tanır            | CGP                                                               | 31. März 1975 bis 19. April 1977 19. April 1977 bis 21. Juni 1977       |
| Minister für Zoll und Monopole                         | Orhan Öztrak                      | CGP                                                               |                                                                         |
| Minister für Ernährung, Landwirtschaft und Viehhaltung | Korkut Özal                       |                                                                   |                                                                         |
| Transportminister                                      | Nahit Menteşe İbrahim Aysoy       | AP unabhängig                                                     | 31. März 1975 bis 11. April 1977 11. April 1977 bis 21. Juni 1977       |
| Arbeitsminister                                        | Ahmet Tevfik Paksu Şevket Kazan   | MSP                                                               | 31. März 1975 bis 10. November 1976 16. November 1976 bis 21. Juni 1977 |
| Minister für soziale Sicherheit                        | Ahmet Mahir Ablum                 | AP                                                                |                                                                         |
| Minister für Industrie und Technologie                 | Abdülkerim Doğru                  | MSP                                                               |                                                                         |
| Tourismusminister                                      | Lütfi Tokoğlu Nahit Menteşe       | AP                                                                | 31. März 1975 bis 11. April 1977 11. April 1977 bis 21. Juni 1977       |
| Kulturminister                                         | Rıfkı Danışman                    | AP                                                                |                                                                         |
| Minister für Bau und Siedlungswesen                    | Nurettin Ok                       | AP                                                                |                                                                         |
| Minister für Energie und natürliche Ressourcen         | Selahattin Kılıç                  | AP                                                                |                                                                         |
| Minister für dörfliche Angelegenheiten                 | Vefa Poyraz                       | AP                                                                |                                                                         |
| Forstminister                                          | Turhan Kapanlı                    | AP                                                                |                                                                         |
| Minister für Jugend und Sport                          | Ali Şevki Erek                    | AP                                                                |                                                                         |